# Annie Johansson
Annie Johansson, född 1986 i Värmland, är en svensk textilkonstnär, som 2023 fick The Nordic Award in Textiles.
Annie Johansson växte upp i Arvika och utbildade sig 2008–2014 i textilkonst på Högskolan för design och konsthantverk på Göteborgs universitet. Hon har sedan 2018 arbetat som undervisningstekniker i fiberverkstaden på HDK-Valand.